# Serie B 1952/1953
Soutěžní ročník Serie B 1952/1953 byl 21. ročník druhé nejvyšší italské fotbalové ligy. Konal se od 14. září 1952 do 28. července 1953. 
Nejlepším střelcem se stal italský hráč Alvaro Zian (Fanfulla), který vstřelil 20 branek.

## Události
Díky reorganizace všech soutěží se v sezoně přestavilo nově s 18 týmy. Do nejvyšší ligy postoupil vítěz Janov a také Legnano, které muselo hrát dodatečný zápas s Catanií (4:1). Sestup do Serie C postihl klub Siracusa a také Lucchese, které obdrželo trest 18 bodů za sportovní přestupek.

## Účastníci
| Klub              | Město    | Stadion                      | Trenér | Minulá sezona                |
| ----------------- | -------- | ---------------------------- | --- | ---------------------------- |
| Brescia           | Brescia  | Stadium di viale Piave       | Luigi Bertolini (1. –8. kolo) Angelo Pasolini (9. –10. kolo) Giuseppe Galluzzi                                                             | 2. místo v Serii B           |
| Cagliari          | Cagliari | Stadio Amsicora              | Federico Allasio | 1. místo v Serii C (postup)  |
| Catania           | Catania  | Stadio Cibali                | Fioravante Baldi | 4. místo v Serii B           |
| Fanfulla          | Lodi     | Stadio Dossenina             | Luigi Rossetto | 12. místo v Serii B          |
| Janov             | Janov    | Stadio Luigi Ferraris        | Giacinto Ellena | 5. místo v Serii B           |
| Legnano           | Legnano  | Stadio di via Carlo Pisacane | Ugo Innocenti + Héctor Puricelli | 20. místo v Serii A (sestup) |
| Lucchese          | Lucca    | Stadio Porta Elisa           | Rodolfo Brondi (1.–4. kolo) Nereo Marini (5.–20. kolo) Enrico Boniforti + Carlo Scarpato + Tommaso Maestrelli (21.–24. kolo) Guido Masetti | 18. místo v Serii A (sestup) |
| Marzotto Valdagno | Valdagno | Stadio dei Fiori             | Carlo Rigotti | 14. místo v Serii B          |
| Messina           | Messina  | Stadio Giovanni Celeste      | Rudolf Hiden | 3. místo v Serii B           |
| Modena            | Modena   | Stadio Comunale              | Cesare Gallea | 8. místo v Serii B           |
| Monza             | Monza    | Stadio San Gregorio          | Annibale Frossi | 14. místo v Serii B          |
| Padova            | Padova   | Stadio Silvio Appiani        | Pietro Rava (1.–14. kolo) Giuseppe Antonini + Lajos Czeizler (15.–29. kolo) Mariano Tansini                                                | 19. místo v Serii A (sestup) |
| Piombino          | Piombino | Stadio Magona d'Italia       | Nello Bechelli (1. –29. kolo) Ferruccio Valcareggi                                                                                         | 6. místo v Serii B           |
| Salernitana       | Salerno  | Stadio Donato Vestuti        | Carlo Ceresoli (1. –17. kolo) Enrico Carpitelli                                                                                            | 8. místo v Serii B           |
| Siracusa          | Siracusa | Stadio Vittorio Emanuele III | Dino Bovoli (1. –19. kolo) Egizio Rubino (20. –21. kolo) Nereo Marini                                                                      | 12. místo v Serii B          |
| Treviso           | Treviso  | Stadio Comunale              | Nereo Rocco | 6. místo v Serii B           |
| Verona            | Verona   | Stadio Marcantonio Bentegodi | Angelo Piccioli (1. –26. kolo) Gyula Lelovics                                                                                              | 10. místo v Serii B          |
| Vicenza           | Vicenza  | Stadio Romeo Menti           | Fulvio Bernardini (1. –17. kolo) Umberto Menti (18. –21. kolo) Pietro Spinato                                                              | 10. místo v Serii B          |

## Tabulka
| Poř. | Tým                 | Z  | V  | R  | P  | VG | OG | B  |
| ---- | ------------------- | -- | -- | -- | -- | -- | -- | -- |
| 1.   | Janov               | 34 | 16 | 12 | 6  | 38 | 23 | 44 |
| 2.   | Legnano             | 34 | 17 | 7  | 10 | 52 | 32 | 41 |
| 3.   | Catania             | 34 | 16 | 9  | 9  | 40 | 28 | 41 |
| 4.   | Messina             | 34 | 15 | 8  | 11 | 42 | 34 | 38 |
| 5.   | Brescia             | 34 | 13 | 12 | 9  | 33 | 28 | 38 |
| 6.   | Cagliari            | 34 | 14 | 10 | 10 | 51 | 44 | 38 |
| 7.   | Monza               | 34 | 15 | 8  | 11 | 44 | 38 | 38 |
| 8.   | Marzotto Valdagno   | 34 | 13 | 10 | 11 | 33 | 31 | 36 |
| 9.   | Treviso             | 34 | 12 | 11 | 11 | 33 | 34 | 35 |
| 10.  | Modena              | 34 | 12 | 10 | 12 | 34 | 33 | 34 |
| 11.  | Salernitana         | 34 | 10 | 13 | 11 | 31 | 41 | 33 |
| 12.  | Vicenza             | 34 | 10 | 12 | 12 | 38 | 43 | 32 |
| 13.  | Verona              | 34 | 12 | 7  | 15 | 41 | 47 | 31 |
| 14.  | Fanfulla            | 34 | 10 | 10 | 14 | 47 | 46 | 30 |
| 15.  | Piombino            | 34 | 8  | 12 | 14 | 33 | 40 | 28 |
| 16.  | Padova              | 34 | 10 | 8  | 16 | 36 | 46 | 28 |
| 17.  | Siracusa            | 34 | 8  | 11 | 15 | 30 | 42 | 27 |
| 18.  | Lucchese (-18 bodů) | 34 | 5  | 10 | 19 | 27 | 53 | 2  |

Poznámky
- Z = Odehrané zápasy; V = Vítězství; R = Remízy; P = Prohry; VG = Vstřelené góly; OG = Obdržené góly; B = Body
- za výhru 2 body, za remízu 1 bod, za prohru 0 bodů.
- při rovnosti bodů se rozhodovalo na základě poměru gólů (vstřelené góly ÷ obdržené góly).
- kluby Legnano a Catania odehráli dodatečné utkání o postup, které skončilo 4:1.

|  | Postup do Serie A |
|  | Sestup do Serie C |

## Střelecká listina
| Pořadí | Jméno              | Klub     | Branky |
| ------ | ------------------ | -------- | ------ |
| 1.     | Alvaro Zian        | Fanfulla | 19     |
| 2.     | Gino Pivatelli     | Verona   | 15     |
| 3.     | Enrico Motta       | Legnano  | 13     |
| 4.     | Erminio Bercarich  | Cagliari | 12     |
| 4.     | Bruno Micheloni    | Catania  | 12     |
| 6.     | Piero Golin        | Cagliari | 11     |
| 6.     | Nereo Manzardo     | Legnano  | 11     |
| 8.     | Luciano Cavaleri   | Siracusa | 10     |
| 8.     | Giovanni Cuzzoni   | Monza    | 10     |
| 8.     | Umberto Mannocci   | Messina  | 10     |
| 8.     | Giuseppe Marchetto | Modena   | 10     |